# Verwaltungsgemeinschaft Großaitingen
Die Verwaltungsgemeinschaft Großaitingen im schwäbischen Landkreis Augsburg entstand am 1. Mai 1978 durch Rechtsverordnung der Regierung von Schwaben. Sie besteht aus den Gemeinden
1. Großaitingen, 5339 Einwohner, 39,05 km²
2. Kleinaitingen, 1369 Einwohner, 15,66 km²
3. Oberottmarshausen, 1785 Einwohner, 8,60 km²

Bei der Gründung gehörte auch Wehringen noch der Verwaltungsgemeinschaft an; die Gemeinde verließ die Verwaltungsgemeinschaft am 1. Januar 1980.
Sitz der Verwaltungsgemeinschaft ist Großaitingen. Gemeinschaftsvorsitzender ist der Bürgermeister der Gemeinde Großaitingen, Erwin Goßner.